# 미도역
미도역(일본어: 御堂駅, みどうえき)은 일본 이와테현 이와테군 이와테정에 있는 IGR 이와테 은하 철도 이와테 은하 철도선의 역이다.

## 타는 곳
상대식 2면 2선 구조의 지상역이다. 양쪽 승강장은 가로다리로 이어져 있다.
| 1 | ■ 이와테 은하 철도선 | (상행) | 이와테누마쿠나이・모리오카 방면 |
| 2 | ■ 이와테 은하 철도선 | (하행) | 니노헤・하치노헤 방면           |

## 역세권 정보
- 국도 제4호선
- 기타카미강

## 역사
- 1918년 11월 1일: 미도 신호장 설치
- 1961년 4월 15일: 철도역으로 미도역으로 승격됨
- 1980년 5월 1일: 역 사무원 배치 폐지
- 1987년 4월 1일: 민영화에 따라, 동일본 여객철도가 계승.
- 2002년 12월 1일: 도호쿠 신칸센이 하치노헤역까지 연장 개통함에 따라 IGR 이와테 은하 철도로 이관.

## 인접역
| IGR 이와테 은하 철도 ■ 이와테 은하 철도선 | IGR 이와테 은하 철도 ■ 이와테 은하 철도선 | IGR 이와테 은하 철도 ■ 이와테 은하 철도선 |
| ----------------------------------------- | ----------------------------------------- | ----------------------------------------- |
| 이와테누마쿠나이 모리오카 방면            | ■ 보통                                    | 오쿠나카야마코겐 하치노헤 방면            |